# Logica push
Si parla di logica push quando lo svolgimento di un generico processo (inteso come sequenza di attività) avviene guardando avanti, cioè lo svolgimento dell'attività a monte spinge quella a valle (in inglese push). 
In particolare, per quanto riguarda un processo di produzione, si parla di logica push quando la decisione di implementare la produzione di un dato bene in una determinata quantità, cioè di dare il via a tutta la sequenza di attività a partire dall'approvvigionamento, avviene a priori, ovvero indipendentemente dall'insorgere di un fabbisogno. La programmazione dell'attività è fatta, dunque, su una previsione dei fabbisogni che saranno necessari per la produzione. Si contrappone alla logica pull.

Tale terminologia viene usata anche per indicare la tecnica di alimentazione dei processi produttivi.